# سسک درختی لیمویی
سسک درختی لیمویی (نام علمی: Hippolais icterina) نام یک گونه از تیره سسکان نیزار است.